# Lifestories: Families in Crisis
Lifestories: Families in Crisis es una serie de televisión dramática estadounidense que se estrenó en HBO el 1 de agosto de 1992.
Lifestories: Families in Crisis se ocupa de problemas importantes que involucran a personas, en su mayoría adolescentes y adultos jóvenes. Las historias generalmente terminan con la persona real en la que se basa la historia proporcionando información útil para otras personas en una situación similar. Los problemas incluyen un sacerdote abusador de menores (interpretado por Craig Wasson) que aterroriza a las familias, una estudiante universitaria con bulimia (interpretada por Calista Flockhart) que intenta lidiar con sus problemas, un jugador de fútbol adicto a los esteroides (interpretado por Ben Affleck), el abuso de sustancias por parte de un  adolescente, homosexualidad y bisexualidad que involucra a adolescentes, una adolescente que tiene un aborto ilegal y muere, un joven (Sam Rockwell) que finalmente es condenado por homicidio vehicular después de chocar contra el auto de una joven (interpretada por Jorja Fox) mientras estaba borracho, un niño (Joey DiPaolo) que contrae el VIH y tiene que vivir con la enfermedad, la falta de vivienda en Filadelfia y el gran impacto que tiene en un adolescente (Trevor Ferrell) y la depresión y el suicidio de un popular adolescente atlético y su efecto duradero en su  mejor amigo.
- Datos: Q6545476